# ليزا ويب
ليزا ويب (بالإنجليزية: Lisa Webb)‏ هي لاعبة كرة قدم أسترالية أسترالية، ولدت في 27 أبريل 1984.

## وصلات خارجية
- ليزا ويب على موقع النتائج التاريخية لألعاب القوى الأسترالية (الإنجليزية)
- ليزا ويب على موقع AustralianFootball.com (الإنجليزية)